# الصعود إلى الهواء (رواية)
الصعود إلى الهواء أو الخروج إلى المتنفس (بالإنجليزية: Coming Up for Air) هي رواية كتبها الروائي جورج أورويل، نُشرت أول طبعة عام 1939 قبل فترة وجيزة من اندلاع الحرب العالمية الثانية. تجمع بين هواجس الحرب الوشيكة وصور الطفولة الشاعرية على جانب نهر التمز في العصر الإدواردي. تحمل الرواية طابعًا تشاؤميًا، إذ تصور المضاربين العقاريين، والتجارية والرأسمالية يقتلون أفضل ما في إنجلترا الريفية، «كل شيء ترسخ عليها»، والتهديدات الخارجية الجديدة الكبرى.

## السياق
كتب جورج أورويل هذه الرواية خلال فترة نقاهة في مراكش، من سبتمبر 1938 إلى مارس 1939.

## خلفية
عاش أورويل فترة طفولته في شيبليك وهنلي في وادي نهر التمز. كان والده، ريتشارد والموسلي بلير، موظفًا مدنيًا في الهند البريطانية، وعاش حياة لطيفة مع أمه وشقيقتيه، رغم قضائه جزءًا كبيرًا من العام في مدرسة داخلية في إيستبورن ثم لاحقًا في إيتون في بريطانيا. كان يستمتع بشكل خاص بالصيد وإطلاق النار على الأرانب مع عائلة مجاورة.
في عام 1937، قضى أورويل عدة أشهر في القتال في الحرب الأهلية الإسبانية. أصيب في حلقه في مايو 1937 على يد قناص فاشي في وشقة.
عانى أورويل من مرض شديد عام 1938، ونُصح بقضاء الشتاء في مناخ دافئ. منح الروائي ليوبولد هاميلتون مايرز، دون كشف هويته، 300 جنيه إسترليني لإتاحة ذلك، فذهب أورويل مع زوجته إلى شمال أفريقيا حيث أقام في المغرب الفرنسي (أثناء الحماية الفرنسية على المغرب)، في مراكش تحديدًا، من سبتمبر 1938 حتى مارس 1939. (لم يعلم أورويل مصدر المال، ولم يقبله إلا بشرط اعتباره قرضًا. سدد القرض بعد ثماني سنوات، عندما بدأ في كسب المال من النجاح الذي حققته «مزرعة الحيوان»). كتب أورويل «الصعود إلى الهواء» بينما كان في شمال أفريقيا، وترك المخطوطة في مكتب وكيله خلال بضع ساعات من عودته إلى إنجلترا في 30 مارس 1939. قدم المخطوطة إلى فيكتور غولانكز، الذي كان لديه خيار في روايات أورويل الثلاثة التالية، على الرغم من المعاملة الباردة التي تلقاها أورويل عندما رُفض كتابه «الحنين إلى كاتالونيا». في الواقع، سمع أورويل في أبريل 1939 أن لدى غولانكز تحفظات حول الكتاب، وأنه كان يؤخر اتخاذ قرار قبوله. لم تكن الأوصاف في الرواية لشخصية تلقي محاضرات في اجتماع نادي الكتاب اليساري بريادة غولانكز وللاجتماع ذاته محفزة لغولانكز؛ إذ كان فيها ما يسيء له. مع ذلك، نشر الناشر الرواية في 12 يونيو 1939 دون المطالبة بتغييرات كبيرة. كانت هذه آخر رواية لأورويل تحمل ختم غولانكز.

## ملخص حبكة الرواية
تدور محاور الكتاب حول الحنين، وحماقة محاولة العودة واستعادة أمجاد الماضي، وسهولة خنق أحلام الشباب وطموحاتهم بروتين العمل المضجِر والزواج وتقدم العمر. كُتب ذلك في الشخص الأول؛ جورج بولينغ، بطل الرواية البالغ من العمر 45 عامًا، والذي يكشف عن حياته وتجربته أثناء قيامه برحلة إلى منزل صباه وهو بالغ.
في افتتاحية الكتاب، يُتاح لبولينع يوم إجازة من العمل للذهاب إلى لندن لأخذ طقم جديد من الأسنان الصناعية. يكشف ملصق إخباري حول ملك ألبانيا المعاصر أحمد زوغو أفكارًا تستذكرها الشخصية التوراتية وملك باشان، عوج بن عنق، من كنيسة الأحد وهو طفل. إضافة إلى «صوت في حركة المرور أو رائحة روث الخيل أو شيء من هذا القبيل»، تثير هذه الأفكار ذكرى بولينغ لطفولته كابن لتاجر بذور غير طموح في «بينفيلد السفلى» بالقرب من نهر التمز. يربط بولينغ تاريخ حياته، خائضًا في كيف كان محظوظًا أثناء الحرب العالمية الأولى بحصوله على وظيفة مريحة بعيدًا عن أي حدث، وبإتاحة علاقات ساعدته في أن يصبح مندوب مبيعات ناجح.
يتساءل بولينغ عما يمكن فعله بمبلغ متواضع من المال فاز به بسباق خيول، كان قد أخفاه عن زوجته وأسرته. بعد ذلك بكثير (الجزء الثالث)، يحضر هو وزوجته اجتماعًا لنادي الكتاب اليساري حيث يرتعب من مدى الكراهية التي أظهرها المتحدث المناهض للفاشية، ويذهل بالثرثرة الماركسية للشيوعيين الذين حضروا الاجتماع. بالاستياء من ذلك، يبحث عن صديقه أولد بورتيوس، المعلم المتقاعد. عادةً ما يستمتع بصحبة بورتيوس، غير أن في هذا مناسبة جعلت كلاسيكياته الجافة والميتة بولينغ أكثر استياءً.
يقرر بولينغ استخدام المال في «رحلة في دروب الذكريات»، لإعادة زيارة أماكن طفولته. يتذكر بركة محددة فيها سمكة ضخمة لم تتح له فرصة محاولة صيدها قبل ثلاثين عامًا. لذلك، يخطط للعودة إلى بينفيلد السفلى، ولكنه عندما يصل، يجد أنه لم يتعرف على المكان. في النهاية، يحدد موقع الحانة القديمة حيث سيقيم، ويجد أنها تغيرت كثيرًا. أصبح منزله محل شاي. تظهر الكنيسة والفيقار دون تغيير، ولكنه يُصدم عندما يكتشف صديقته القديمة، وذلك لأنها أنهِكت بمرور الوقت حتى يصعب التعرف عليها، وتخلو تمامًا من الصفات التي كان يحبها ذات يوم. لم تتعرف عليه على الإطلاق. يتذكر بولينغ التراجع البطيء المؤلم لأعمال والده في تجارة البذور، نتيجة لإقامة منافسة تجارية قريبة. يبدو أن هذه الذكرى المؤلمة كانت سببًا في توعيته بما يعتبره من ويلات مسيرة «التقدم». كانت خيبة الأمل الأخيرة هي أن يجد أن المكان الذي كان يصطاد فيه، بُني فوقه، وأن البركة المنعزلة التي كانت مخفية ذات يوم، والتي كانت تحتوي على سمك الشبوط الضخم الذي كان ينوي دائمًا إمساكه بصنارته، ولكن لم تسنح له الفرصة أبدًا، أصبحت مكبًا للنفايات. جعلت التغيرات الاجتماعية والمادية التي شهدها بولينغ، ماضيه يبدو بعيدًا. تخيم فكرة «لا يمكنك العودة إلى المنزل مجددًا» على رحلة بولينغ كثيرًا، إذ يدرك أن الكثير من الأماكن التي كان يرتادها قديمًا اختفت أو تغيرت كثيرًا عن ما كانت عليه في سنوات صباه.
خلال المغامرة، يتلقى تذكيرات عن اقتراب الحرب، ويصبح خطر القنابل حقيقة عندما يهبط المرء على المدينة مصادفة.

## وصلات خارجية
- Coming up for Air – Searchable, indexed etext.
- Oxford Times: Ramble in footsteps of George Orwell